# Brissac-Loire-Aubance
Brissac-Loire-Aubance es una comuna nueva francesa situada en el departamento de Maine y Loira, de la región de Países del Loira.

## Historia
Fue creada el 15 de diciembre de 2016, en aplicación de una resolución del prefecto de Maine y Loira de 6 de septiembre de 2016 con la unión de las comunas de Brissac-Quincé, Charcé-Saint-Ellier-sur-Aubance, Chemellier, Coutures, Les Alleuds, Luigné, Saint-Rémy-la-Varenne, Saint-Saturnin-sur-Loire, Saulgé-l'Hôpital y Vauchrétien, pasando a estar el ayuntamiento en la antigua comuna de Brissac-Quincé.

## Demografía
| Gráfica de evolución demográfica de Brissac-Loire-Aubance entre 1800 y 2013 |
|                                                                             |

Los datos entre 1800 y 2013 son el resultado de sumar los parciales de las diez comunas que forman la nueva comuna de Brissac-Loire-Aubance, cuyos datos se han cogido de 1800 a 1999, para las comunas de Brissac-Quincé, Charcé-Saint-Ellier-sur-Aubance, Chemellier, Coutures, Les Alleuds, Luigné, Saint-Rémy-la-Varenne, Saint-Saturnin-sur-Loire, Saulgé-l'Hôpital y Vauchrétien de la página francesa EHESS/Cassini. Los demás datos se han cogido de la página del INSEE.

## Composición
| Comuna delegada                 | Código INSEE | Población (2013) | Superficie (km²) | Densidad (hab./km²) |
| ------------------------------- | ------------ | ---------------- | ---------------- | ------------------- |
| Brissac-Quincé                  | 49050        | 3059             | 9.76             | 313                 |
| Charcé-Saint-Ellier-sur-Aubance | 49078        | 769              | 16.84            | 46                  |
| Chemellier                      | 49091        | 782              | 10.99            | 71                  |
| Coutures                        | 49115        | 525              | 9.31             | 56                  |
| Les Alleuds                     | 49001        | 879              | 10.47            | 84                  |
| Luigné                          | 49186        | 266              | 9.58             | 28                  |
| Saint-Rémy-la-Varenne           | 49317        | 975              | 15.67            | 62                  |
| Saint-Saturnin-sur-Loire        | 49318        | 1379             | 11.94            | 115                 |
| Saulgé-l'Hôpital                | 49327        | 583              | 6.60             | 88                  |
| Vauchrétien                     | 49363        | 1497             | 19.73            | 76                  |